# Albania (La Guajira)
Albania is een gemeente in het Colombiaanse departement La Guajira. De gemeente, gelegen op de zuidelijke flank van de Sierra Nevada de Santa Marta en de noordelijke hellingen van de Serranía del Perijá, telt 19.429 inwoners (2005). Vlak bij de gemeente bevindt zich de El Cerrejón-mijn, een van de grootste open pitsteenkoolmijnen ter wereld. In Albania wonen van oudsher veel wayuu, die niet gekolonialiseerd werden.
Albania · Barrancas · Dibulla · Distracción · El Molino · Fonseca · Hatonuevo · La Jagua del Pilar · Maicao · Manaure · Riohacha · San Juan del Cesar · Uribia · Urumita · Villanueva